# Éditions Naaman de Sherbrooke
 (août 2020).
Si vous disposez d'ouvrages ou d'articles de référence ou si vous connaissez des sites web de qualité traitant du thème abordé ici, merci de compléter l'article en donnant les références utiles à sa vérifiabilité et en les liant à la section « Notes et références ».
Pour les articles homonymes, voir Naaman (homonymie).
Les Éditions Naaman de Sherbrooke (ou Éditions Naaman plus simplement) est une maison d'édition québécoise fondée en 1973 à Sherbrooke par Antoine Naaman, alors professeur en lettres à l'Université de Sherbrooke. Elle est spécialisée en littérature de langue française. En 1987, la maison d'édition ferme ses portes après 14 ans d'existence et à la suite du décès d'Antoine Naaman, survenu un an plus tôt.